# B.I.G.JOE
B.I.G.JOE（ビッグ・ジョー、1975年 - ）は、北海道・札幌を根拠地とするヒップホップMCである。

## 人物
ヒップホップ・アーティストとしてのB.I.G.JOEの活動はラッパー・プロデューサー・著作家など多岐に渡り、また北海道エリアのみならず様々なローカル・アーティストとの共演や客演も多数ある。
北海道ヒップホップシーンの最初期より“STRIVER'S RAW”、“RAPPAZ ROCK”というグループの中心人物として名を知らしめ、1999年頃、当時付き合いのあったメンバー達とともにMic Jack Productionを結成し、リーダーとして活躍する。同時期にレーベルILL DANCE MUSIC.を設立し、Mic Jack Productionのファースト・フルアルバム『SPIRITUAL BULLET』を発表する。しかし、Mic Jack Productionとしての活動が軌道に乗り始めた2003年、麻薬密輸の疑いによりオーストラリアにて身柄を拘束され、以降6年間の服役を余儀なくされることとなる。服役期間中も精力的に音楽活動を継続し、複数の作品を発表した。出所後には6年間の服役生活の記録をまとめた著作『監獄ラッパー』を上梓する。
帰国してすぐに新たなレーベルTRIUMPH RECORDSを立ち上げ、自身の音楽活動のマネージメントを中心に北海道エリアの新たなアーティストの発見と育成に取り組んでいる。

## 来歴
1975年北海道生まれ。レゲエDJをしていた兄の影響からレコード集め、12インチレコードのインストゥルメンタルに合わせてラップを始める。17歳より本格的に音楽活動を開始。1993年に行われたRANKIN TAXI主催のラップコンテスト「TAXI A GOGO」にて優勝を遂げ、それがきっかけとなり自身初の音源「常夜灯」をリリースする。(B.I.G.JOEという名義が最初に用いられたのもこの時である。)
20歳頃より自身の音楽へ生活のリアリティを追求するようになったB.I.G.JOEは、ニューヨークと札幌間を往復しながらドラッグディーラーを始める。27歳の時にオーストラリアへ3kgのヘロインを密輸の容疑で逮捕され、6年間オーストラリアの刑務所にて収容される。
刑務所収容中もMic Jack Productionのメンバーへと自身のアカペラを録音した磁気テープを郵送するなど精力的な音楽活動を継続した。

## ディスコグラフィ

### アルバム
- [2005] THE LOST DOPE
- [2008] COME CLEAN
- [2010] RIZE AGAIN
- [2011] RE:RIZE AGAIN (remix album)
- [2013] HEARTBEAT
- [2015] Unfinished Connection (dj honda x b.i.g. joe 名義)
- [2019] Tenderness